# 網易博客
网易博客（2006年9月1日-2018年11月30日）是网易推出的博客服务，于2006年9月1日正式上线，是中国流行的博客服务之一，2018年8月21日，网易宣布将从2018年11月30日00:00起正式停止网易博客网站的运营，用户可将博客数据迁移到同为网易旗下的LOFTER。